# Muziekkoepel (Kampen)
De muziekkoepel (ook muziektent) is een open muziekkoepel annex muziekkiosk op de Nieuwe Markt in de Nederlandse stad Kampen. De achtzijdige koepel heeft een verlaagd, hangend plafond en is voorzien van een middennaald.

## Historie
De muziekkoepel is gebouwd naar een ontwerp van de stadsarchitekt Nicolaas Plomp in 1872 naar aanleiding van de bevrijding van de stad Brielle driehonderd jaar eerder door de Watergeuzen in 1572.
De onderbouw van de tent is opgetrokken uit baksteen met daarop een houten balustrade met versierde balusters en gecanneleerde houten kolommen met schoren.

## Gebruik
Bij speciale gelegenheden of evenementen wordt de koepel gebruikt door lokale zangkoren of schoolkoren.
Daarnaast vindt elk jaar in de koepel tijdens de ontgroeningsperiode van Studentencorps Fides Quadrat Intellectum een ontmoeting plaats tussen de novieten, de introductiecommissie en de Senaat.